# Móng Cái
Móng Cái là một thành phố cũ trực thuộc tỉnh Quảng Ninh, Việt Nam.
Thành phố nằm bên bờ sông Ka Long, cách thành phố Hạ Long 178 km. Móng Cái giáp với Trung Quốc, có đường biên giới trên biển và đất liền dài hơn 70 km.

## Từ nguyên
Tên gọi Móng Cái bắt nguồn từ tiếng Quảng Đông "mong gâi" (âm đọc được ghi bằng Việt bính). "Mong gâi" là âm tiếng Quảng Tây của Mang Nhai, viết bằng chữ Hán là 硭街. "Nhai" 街 có nghĩa là phố, "mang" 硭 là phiên âm của từ "mường" trong tiếng Tày Nùng, "Mường Nhai" 硭街 dịch sát nghĩa từng chữ là "phố mường", tức con phố nằm trên đất của một mường của người Tày Nùng.

## Địa lý

### Vị trí địa lý

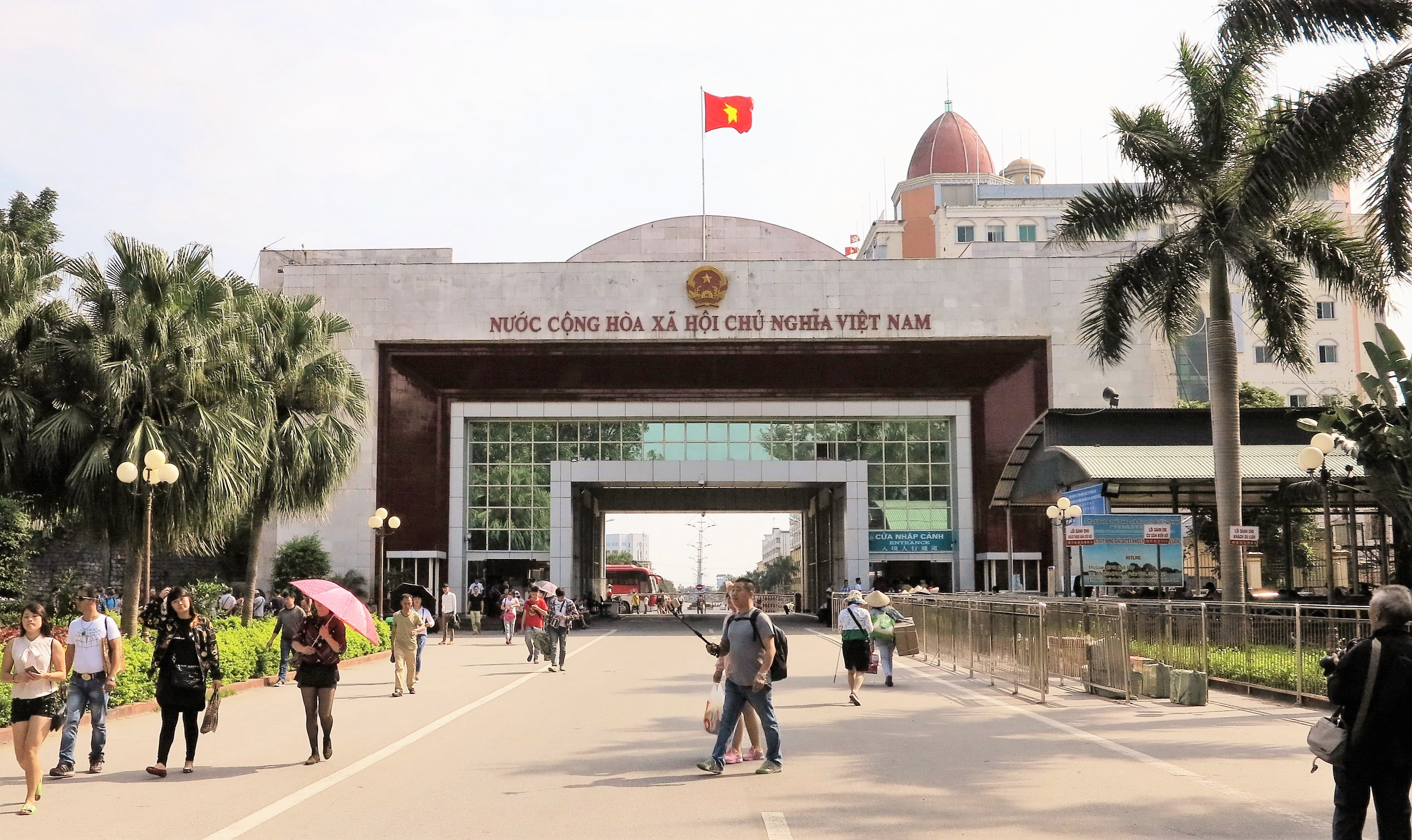
Cửa khẩu Móng Cái

Thành phố Móng Cái nằm ở phía đông bắc của tỉnh Quảng Ninh, với toạ độ địa lý từ 21002' đến 21038' vĩ độ bắc; từ 107009' đến 10807' kinh độ đông. Thành phố có vị trí địa lý:
- Phía đông giáp thành phố Đông Hưng thuộc địa cấp thị Phòng Thành Cảng, Quảng Tây, Trung Quốc
- Phía tây giáp huyện Hải Hà
- Phía nam giáp huyện đảo Cô Tô và vịnh Bắc Bộ
- Phía bắc giáp khu Phòng Thành thuộc địa cấp thị Phòng Thành Cảng, Quảng Tây, Trung Quốc.[9].

Thành phố Móng Cái cách thủ đô Hà Nội 316 km về phía đông bắc, cách thành phố Uông Bí 193 km về phía đông, cách thành phố Hạ Long 160 km về phía đông và cách thành phố Cẩm Phả 123 km về phía đông.

### Điều kiện tự nhiên
Địa hình thành phố Móng Cái ở phía tây bắc là đồi núi, địa hình thoải dần ra biển với có 50 km đường bờ biển. Địa hình có dạng đồi núi, trung du và ven biển, bị chia cắt khá phức tạp, hình thành 3 vùng rõ rệt là vùng núi cao phía Bắc, vùng trung du ven biển và vùng hải đảo. Móng Cái có khí hậu nhiệt đới gió mùa, chịu ảnh hưởng của biển nên nóng ẩm và mưa nhiều. Móng Cái có ba con sông chính là Sông Ka Long, Sông Tràng Vinh và sông Pạt Cạp. Trong đó, Sông Ka Long bắt nguồn từ Trung Quốc ở độ cao 700 mét, có độ dài 700 km đổ ra Biển Đông. Sông Tràng Vinh dài trên 20 km, chảy qua Hồ Tràng Vinh rồi đổ ra biển.
Móng Cái là thành phố cửa khẩu nằm dọc theo bờ biển, hầu hết dân cư sinh sống dọc theo đới bờ, trên hạ lưu các con sông. Đất đai ở đây được chia thành 10 nhóm đất chính gồm có đất cát, đất mặn, đất phèn, đất phù sa, đất có tầng sét, đất xám, đất nâu tím, đất vàng đỏ, đất tầng mỏng, đất nhân tác.

### Khí hậu
| Dữ liệu khí hậu của Móng Cái                                   | Dữ liệu khí hậu của Móng Cái | Dữ liệu khí hậu của Móng Cái | Dữ liệu khí hậu của Móng Cái | Dữ liệu khí hậu của Móng Cái | Dữ liệu khí hậu của Móng Cái | Dữ liệu khí hậu của Móng Cái | Dữ liệu khí hậu của Móng Cái | Dữ liệu khí hậu của Móng Cái | Dữ liệu khí hậu của Móng Cái | Dữ liệu khí hậu của Móng Cái | Dữ liệu khí hậu của Móng Cái | Dữ liệu khí hậu của Móng Cái | Dữ liệu khí hậu của Móng Cái |
| Tháng                                                          | 1                            | 2                            | 3                            | 4                            | 5                            | 6                            | 7                            | 8                            | 9                            | 10                           | 11                           | 12                           | Năm                          |
| -------------------------------------------------------------- | ---------------------------- | ---------------------------- | ---------------------------- | ---------------------------- | ---------------------------- | ---------------------------- | ---------------------------- | ---------------------------- | ---------------------------- | ---------------------------- | ---------------------------- | ---------------------------- | ---------------------------- |
| Cao kỉ lục °C (°F)                                             | 27.0 (80.6)                  | 29.8 (85.6)                  | 30.5 (86.9)                  | 33.1 (91.6)                  | 34.4 (93.9)                  | 38.8 (101.8)                 | 37.1 (98.8)                  | 37.3 (99.1)                  | 36.9 (98.4)                  | 34.4 (93.9)                  | 32.0 (89.6)                  | 29.3 (84.7)                  | 38.8 (101.8)                 |
| Trung bình ngày tối đa °C (°F)                                 | 18.4 (65.1)                  | 18.9 (66.0)                  | 21.7 (71.1)                  | 25.8 (78.4)                  | 29.5 (85.1)                  | 31.0 (87.8)                  | 31.3 (88.3)                  | 31.3 (88.3)                  | 30.9 (87.6)                  | 28.6 (83.5)                  | 25.1 (77.2)                  | 21.1 (70.0)                  | 26.1 (79.0)                  |
| Trung bình ngày °C (°F)                                        | 14.9 (58.8)                  | 15.9 (60.6)                  | 18.9 (66.0)                  | 23.0 (73.4)                  | 26.4 (79.5)                  | 27.9 (82.2)                  | 28.2 (82.8)                  | 27.8 (82.0)                  | 27.0 (80.6)                  | 24.4 (75.9)                  | 20.6 (69.1)                  | 16.7 (62.1)                  | 22.6 (72.7)                  |
| Tối thiểu trung bình ngày °C (°F)                              | 12.4 (54.3)                  | 13.7 (56.7)                  | 16.8 (62.2)                  | 20.8 (69.4)                  | 23.8 (74.8)                  | 25.4 (77.7)                  | 25.6 (78.1)                  | 25.2 (77.4)                  | 24.1 (75.4)                  | 20.3 (68.5)                  | 17.3 (63.1)                  | 13.3 (55.9)                  | 19.9 (67.8)                  |
| Thấp kỉ lục °C (°F)                                            | 1.1 (34.0)                   | 3.3 (37.9)                   | 4.7 (40.5)                   | 9.3 (48.7)                   | 14.6 (58.3)                  | 18.8 (65.8)                  | 19.9 (67.8)                  | 20.7 (69.3)                  | 16.4 (61.5)                  | 10.8 (51.4)                  | 3.0 (37.4)                   | 2.1 (35.8)                   | 1.1 (34.0)                   |
| Lượng Giáng thủy trung bình mm (inches)                        | 46.5 (1.83)                  | 42.8 (1.69)                  | 59.8 (2.35)                  | 122.6 (4.83)                 | 272.2 (10.72)                | 448.3 (17.65)                | 593.3 (23.36)                | 469.4 (18.48)                | 313.1 (12.33)                | 182.6 (7.19)                 | 73.9 (2.91)                  | 36.9 (1.45)                  | 2.661 (104.76)               |
| Số ngày mưa trung bình                                         | 9.7                          | 12.2                         | 14.7                         | 13.2                         | 14.1                         | 17.9                         | 20.2                         | 18.4                         | 13.0                         | 9.6                          | 6.9                          | 6.9                          | 157.3                        |
| Độ ẩm tương đối trung bình (%)                                 | 80.3                         | 84.2                         | 86.9                         | 87.2                         | 86.0                         | 86.8                         | 86.6                         | 86.7                         | 83.3                         | 79.6                         | 77.2                         | 76.2                         | 83.5                         |
| Điểm sương trung bình °C (°F)                                  | 9.4 (48.9)                   | 13.2 (55.8)                  | 16.8 (62.2)                  | 20.8 (69.4)                  | 23.8 (74.8)                  | 24.9 (76.8)                  | 25.3 (77.5)                  | 25.0 (77.0)                  | 20.7 (69.3)                  | 16.8 (62.2)                  | 15.7 (60.3)                  | 13.6 (56.5)                  | 18.4 (65.1)                  |
| Số giờ nắng trung bình tháng                                   | 73.1                         | 48.9                         | 50.5                         | 86.2                         | 157.1                        | 149.2                        | 173.4                        | 171.0                        | 185.8                        | 184.9                        | 151.8                        | 177.6                        | 1.552,2                      |
| Phần trăm nắng có thể                                          | 58.0                         | 59.5                         | 55.3                         | 55.6                         | 59.8                         | 65.5                         | 67.0                         | 65.4                         | 52.9                         | 60.6                         | 55.2                         | 57.3                         | 58.9                         |
| Nguồn 1: Vietnam Institute for Building Science and Technology |                              |                              |                              |                              |                              |                              |                              |                              |                              |                              |                              |                              |                              |
| Nguồn 2: The Yearbook of Indochina                             |                              |                              |                              |                              |                              |                              |                              |                              |                              |                              |                              |                              |                              |

## Hành chính
Thành phố Móng Cái có 16 đơn vị hành chính trực thuộc, trong đó bao gồm 7 phường: Bình Ngọc, Hải Hòa, Hải Yên, Ka Long, Ninh Dương, Trà Cổ, Trần Phú và 9 xã: Bắc Sơn, Hải Đông, Hải Sơn, Hải Tiến, Hải Xuân, Quảng Nghĩa, Vạn Ninh, Vĩnh Thực, Vĩnh Trung.
| Tên        | Diện tích (km²) | Dân số (người) |
| ---------- | --------------- | -------------- |
| Phường (7) |                 |                |
| Bình Ngọc  | 11,1            | 10.250         |
| Hải Hòa    | 39              | 13.720         |
| Hải Yên    | 48,63           | 11.830         |
| Ka Long    | 1,53            | 10.480         |
| Ninh Dương | 12,3            | 9.860          |
| Trà Cổ     | 14              | 8.820          |
| Trần Phú   | 1,69            | 19.270         |

| Tên         | Diện tích (km²) | Dân số (người) |
| ----------- | --------------- | -------------- |
| Xã (9)      |                 |                |
| Bắc Sơn     | 49,773          | 2.760          |
| Hải Đông    | 43,961          | 7.850          |
| Hải Sơn     | 82,869          | 2.220          |
| Hải Tiến    | 34,281          | 6.720          |
| Hải Xuân    | 14,32           | 2.940          |
| Quảng Nghĩa | 62,74           | 3.850          |
| Vạn Ninh    | 60,13           | 7.160          |
| Vĩnh Thực   | 18,37           | 3.770          |
| Vĩnh Trung  | 27,814          | 3.520          |

## Lịch sử
Đầu thế kỷ XIX, là tổng Vạn Ninh, tổng Bát Tràng và một phần tổng Hà Môn thuộc châu Vạn Ninh, phủ Hải Đông, trấn An Quảng. Từ năm 1906, Móng Cái là tỉnh lỵ của tỉnh Hải Ninh cũ. Vào cuối thời Pháp thuộc, Móng Cái là thủ phủ của Xứ Nùng tự trị từ năm 1947 đến 1954. Ngày 2 tháng 8 năm 1954, Móng Cái hoàn toàn được giải phóng.
Ngày 1 tháng 2 năm 1955, thị xã Móng Cái được tái lập và trở thành tỉnh lỵ của tỉnh Hải Ninh.
Ngày 28 tháng 7 năm 1958, Bộ Nội vụ ban hành Nghị định số 240-NV. Theo đó, đổi tên 7 xã thuộc huyện Móng Cái: Xuân Lạn Nam đổi tên thành Xuân Lạn; Xuân Lạn Nùng đổi tên thành Xuân Hải; Xuân Lạn Nội đổi thành Xuân Hòa; Vĩnh Thực Nam đổi tên thành Vĩnh Thực; Vĩnh Thực Nùng đổi tên thành Vĩnh Trang; Quất Đông Nam đổi tên thành Quất Đông; Quất Đông Nùng đổi tên thành Dân Tiến.
Ngày 30 tháng 10 năm 1963, tỉnh Hải Ninh hợp nhất với khu Hồng Quảng thành tỉnh Quảng Ninh, thị xã Móng Cái và huyện Móng Cái thuộc tỉnh Quảng Ninh.
Ngày 2 tháng 7 năm 1964, Hội đồng Chính phủ ra Quyết định số 106-CP chuyển thị xã Móng Cái thành thị trấn Móng Cái thuộc huyện Móng Cái.
Huyện Móng Cái gồm thị trấn Móng Cái (huyện lỵ) và 19 xã: Bình Ngọc, Dân Tiến, Đoan Tinh, Lục Lầm, Lục Phủ, Ninh Dương, Pò Hèn, Quất Đông, Thán Phún, Trà Cổ, Tràng Vinh, Vạn Ninh, Vạn Xuân, Vĩnh Thực, Vĩnh Trung, Xuân Hải, Xuân Hòa, Xuân Lạn, Xuân Ninh.
Ngày 16 tháng 1 năm 1979, Chính phủ ban hành Quyết định 17-CP hợp nhất các xã thuộc huyện Móng Cái: hợp nhất 4 xã Pò Hèn, Thán Phún, Lục Phủ và Tràng Vinh thành thị trấn nông trường Hải Sơn; hợp nhất 3 xã Xuân Hòa, Xuân Hải, Lục Lầm thành thị trấn nông trường Hải Hòa; hợp nhất 3 xã Xuân Lạn, Xuân Ninh, Vạn Xuân thành xã Hải Xuân; đổi tên các xã: Dân Tiến thành Hải Tiến, Quất Đông thành Hải Đông, Đoan Tinh thành Hải Yên và đổi tên thị trấn Móng Cái thành thị trấn Hải Ninh.
Ngày 18 tháng 1 năm 1979, huyện Móng Cái đổi tên thành huyện Hải Ninh.
Tháng 2 năm 1979, quân Trung Quốc tấn công ồ ạt qua biên giới, Móng Cái bị thiệt hại nặng.
Ngày 10 tháng 9 năm 1981, chuyển xã Quảng Nghĩa thuộc huyện Quảng Hà (nay là 2 huyện Đầm Hà và Hải Hà) về huyện Hải Ninh. Từ đó, huyện Hải Ninh có 14 đơn vị hành chính gồm thị trấn Hải Ninh, các thị trấn Nông trường Hải Sơn, Hải Hòa và 11 xã: Bình Ngọc, Hải Đông, Hải Tiến, Hải Xuân, Hải Yên, Ninh Dương, Quảng Nghĩa, Trà Cổ, Vạn Ninh, Vĩnh Thực, Vĩnh Trung.
Từ năm 1991, sau khi quan hệ hai nước Việt Nam - Trung Quốc trở lại bình thường thì sự trao đổi buôn bán qua cửa khẩu Bắc Luân ngày càng tăng lên.
Ngày 28 tháng 5 năm 1991, đổi lại tên thị trấn Hải Ninh thành thị trấn Móng Cái.
Ngày 1 tháng 8 năm 1994, giải thể thị trấn nông trường Hải Hòa để thành lập xã Hải Hòa.
Ngày 28 tháng 10 năm 1996, đảo Trần (hoặc đảo Chằn) thuộc huyện Hải Ninh được giao về huyện Cô Tô quản lý.
Cuối năm 1997, huyện Hải Ninh có 2 thị trấn: Móng Cái (huyện lỵ), Nông trường Hải Sơn và 12 xã: Bình Ngọc, Hải Đông, Hải Hòa, Hải Tiến, Hải Xuân, Hải Yên, Ninh Dương, Quảng Nghĩa, Trà Cổ, Vạn Ninh, Vĩnh Thực, Vĩnh Trung.
Ngày 20 tháng 7 năm 1998, Chính phủ ban hành Nghị định số 52/1998/NĐ-CP. Theo đó:
- Tái lập thị xã Móng Cái trên cơ sở toàn bộ 52.000 ha diện tích tự nhiên và 57.838 người của huyện Hải Ninh
- Giải thể thị trấn Móng Cái để thành lập 3 phường: Ka Long, Trần Phú, Hòa Lạc
- Chuyển 2 xã Ninh Dương và Trà Cổ thành 2 phường có tên tương ứng
- Giải thể thị trấn nông trường Hải Sơn để thành lập xã Hải Sơn.

Thị xã Móng Cái có 5 phường: Hòa Lạc, Ka Long, Ninh Dương, Trà Cổ, Trần Phú và 11 xã: Bình Ngọc, Hải Đông, Hải Hòa, Hải Sơn, Hải Tiến, Hải Xuân, Hải Yên, Quảng Nghĩa, Vạn Ninh, Vĩnh Thực, Vĩnh Trung.
Ngày 1 tháng 10 năm 2003, chia xã Hải Sơn thành 2 xã: Hải Sơn và Bắc Sơn.
Ngày 6 tháng 4 năm 2007, chuyển 2 xã Hải Hòa và Hải Yên thành 2 phường có tên tương ứng.
Ngày 8 tháng 6 năm 2007, Bộ xây dựng ban hành Quyết định số 864/QĐ-BXD công nhận thị xã Móng Cái là đô thị loại III.
Ngày 24 tháng 9 năm 2008, Chính phủ ban hành Nghị định 03/NĐ-CP thành lập thành phố Móng Cái thuộc tỉnh Quảng Ninh trên cơ sở toàn bộ 51.827,8 ha diện tích tự nhiên và 108.016 người của thị xã Móng Cái.
Ngày 5 tháng 2 năm 2010, chuyển xã Bình Ngọc thành phường Bình Ngọc.
Thành phố Móng Cái có 8 phường và 9 xã.
Ngày 19 tháng 9 năm 2018, Thủ tướng Chính phủ ban hành Quyết định 1206/QĐ-TTg công nhận thành phố Móng Cái là đô thị loại II.
Ngày 28 tháng 9 năm 2024, Ủy ban Thường vụ Quốc hội ban hành Nghị quyết số 1199/NQ-UBTVQH15 về việc sắp xếp đơn vị hành chính cấp huyện, cấp xã của tỉnh Quảng Ninh giai đoạn 2023 – 2025 (nghị quyết có hiệu lực từ ngày 1 tháng 11 năm 2024). Theo đó, sáp nhập phường Hòa Lạc vào phường Trần Phú.
Thành phố Móng Cái có 7 phường và 9 xã như hiện nay.

## Du lịch
Móng Cái có nhiều địa điểm tham quan các di tích danh thắng như bán đảo Trà Cổ, Bình Ngọc, đảo Vĩnh Trung - Vĩnh Thực, các khu rừng ngập mặn như Tràng Vinh, Quất Đông... Ngoài ra, du khách còn có thể thăm cửa khẩu Quốc tế Móng Cái và nhiều di tích khác như: đình Trà Cổ, chùa Nam Thọ, chùa Xuân Lan, mũi Sa Vĩ,...

## Giao thông
Có quốc lộ 18 đi qua đến cửa khẩu quốc tế Móng Cái. Đây cũng là điểm cuối của tuyến đường cao tốc Hải Phòng – Hạ Long – Vân Đồn – Móng Cái.

### Các địa danh, đường phố, công trình công cộng tại Móng Cái
| Danh sách các tuyến đường tại Móng Cái | Danh sách các tuyến đường tại Móng Cái                                             | Danh sách các tuyến đường tại Móng Cái      | Danh sách các tuyến đường tại Móng Cái      | Danh sách các tuyến đường tại Móng Cái                                                                         |
| Tên đường                              | Vị trí                                                                             | Dài (m)                                     | Rộng (m)                                    | Ý nghĩa tên gọi, thông tin thêm                                                                                |
| -------------------------------------- | ---------------------------------------------------------------------------------- | ------------------------------------------- | ------------------------------------------- | --- |
| Đoan Tĩnh                              | Từ phố Trần Nhật Duật đến Trường mầm non Hải Yên (Khu 4, phường Hải Yên)           | 2500                                        | 7                                           | Tên địa danh quen thuộc đã ăn sâu vào tiềm thức của nhân dân, gắn với lịch sử địa lý hành chính của địa phương |
| Hùng Vương                             | Từ Vòng xuyến đường đi Trà Cổ (giáp đại lộ Hòa Bình) đến Ngã 3 đường đi xã Bắc Sơn | 3968                                        | 13                                          | |
| Mạc Đĩnh Chi                           | Từ đường Tuệ Tĩnh đến đường Đoan Tĩnh                                              | 1727                                        | 7                                           | |
| Nguyễn Bỉnh Khiêm                      | Từ đường Tuệ Tĩnh đến đường Đoan Tĩnh                                              | 1687                                        | 7                                           | |
| Nguyễn Văn Cừ                          | Từ đường Nguyễn Bỉnh Khiêm đến phố Lý Công Uẩn                                     | 1012                                        | 7                                           | |
| Trần Nhân Tông                         | Từ Ngã 3 Trà Cổ - Bình Ngọc đến Vòng xuyến đường đi Trà Cổ (giáp đại lộ Hòa Bình)  | 6500                                        | 11,5                                        | |
| Trần Quang Khải                        | Từ đường Trần Quốc Tảng đến đường Trần Nhân Tông                                   | 2405,3                                      | 7                                           | |
| Trần Quốc Tảng                         | Từ Ngã 3 khu 6 phường Hải Hòa đến Ngã 3 gần Vòng xuyến đường đi Trà Cổ             | 2696                                        | 7                                           | |
| Tuệ Tĩnh                               | Từ Sông Ka Long đến Ngã 5 Ninh Dương                                               | 2100                                        | 10                                          | |
| Tổng số đường đã đặt tên: 9            | Tổng số đường đã đặt tên: 9                                                        | Tổng chiều dài các đường đã biết: 24595,3 m | Tổng chiều dài các đường đã biết: 24595,3 m | Tổng chiều dài các đường đã biết: 24595,3 m                                                                    |

| Danh sách các tuyến phố tại Móng Cái | Danh sách các tuyến phố tại Móng Cái | Danh sách các tuyến phố tại Móng Cái                     | Danh sách các tuyến phố tại Móng Cái    | Danh sách các tuyến phố tại Móng Cái    | Danh sách các tuyến phố tại Móng Cái                                                 |
| Phường                               | Tên phố                              | Vị trí                                                   | Dài (m)                                 | Rộng (m)                                | Ý nghĩa tên gọi, thông tin thêm                                                      |
| ------------------------------------ | ------------------------------------ | -------------------------------------------------------- | --------------------------------------- | --------------------------------------- | ------------------------------------------------------------------------------------ |
| Hải Hòa                              | Trần Bình Trọng                      | Từ đường Trần Quang Khải đến đường Trần Nhân Tông        | 220                                     | 7                                       |                                                                                      |
| Hải Hòa                              | Trần Nguyên Hãn                      | Từ đường Trần Quang Khải đến đường Trần Nhân Tông        | 360                                     | 7                                       |                                                                                      |
| Hải Yên                              | Cao Thắng                            | Từ phố Lê Ngọc Hân đến Nhà văn hóa khu 7, phường Hải Yên | 740                                     | 7                                       |                                                                                      |
| Hải Yên                              | Duy Tân                              | Từ phố Hàm Nghi đến đường Đoan Tĩnh                      | 272                                     | 7                                       |                                                                                      |
| Hải Yên                              | Hàm Nghi                             | Từ phố Duy Tân đến phố Trần Nhật Duật                    | 199                                     | 7                                       |                                                                                      |
| Hải Yên                              | Lê Ngọc Hân                          | Từ phố Cao Thắng đến phố Trần Nhật Duật                  | 384                                     | 7                                       |                                                                                      |
| Hải Yên                              | Nguyễn Tri Phương                    | Từ phố Lê Ngọc Hân đến đường Đoan Tĩnh                   | 168                                     | 7                                       |                                                                                      |
| Hải Yên                              | Phùng Hưng                           | Từ phố Lý Công Uẩn đến phố Trần Quý Cáp                  | 277                                     | 7                                       |                                                                                      |
| Hải Yên                              | Trần Nhật Duật                       | Từ phố Trần Quý Cáp đến đường Đoan Tĩnh                  | 489                                     | 7                                       |                                                                                      |
| Hải Yên                              | Trần Quý Cáp                         | Từ đường Hùng Vương đến phố Trần Nhật Duật               | 334                                     | 7                                       |                                                                                      |
| Hòa Lạc                              | Lý Thường Kiệt                       | Từ phố Tháng 8 đến đường Nguyễn Du                       | 354                                     | 7                                       |                                                                                      |
| Hòa Lạc                              | Tháng 8                              | Từ phố Kim Liên đến đường Nguyễn Du                      | 299                                     | 5                                       |                                                                                      |
| Ka Long                              | Mạc Đĩnh Chi                         | Từ KSQT Hồng Vận đến đường Đoan Tĩnh                     |                                         | 7                                       |                                                                                      |
| Ka Long                              | Hà Tiên                              | Từ Nhà máy nước đến phố Yết Kiêu                         | 498                                     | 7                                       |                                                                                      |
| Ka Long                              | Khúc Thừa Dụ                         | Từ Sông Ka Long đến đường Nguyễn Văn Cừ                  | 530                                     | 7                                       |                                                                                      |
| Ka Long                              | Lê Hữu Trác                          | Từ Sông Ka Long đến đường Hùng Vương                     | 590                                     | 10,5                                    |                                                                                      |
| Ka Long                              | Long Xuyên                           | Từ phố Nguyễn Khuyến đến phố Dã Tượng                    | 573                                     | 7                                       |                                                                                      |
| Ka Long                              | Nguyễn Bỉnh Khiêm                    | Từ đường Tuệ Tĩnh đến đường Đoan Tĩnh                    |                                         | 7                                       |                                                                                      |
| Ka Long                              | Bế Văn Đàn                           | Từ đường Nguyễn Văn Cừ đến đường Mạc Đĩnh Chi            | 200                                     | 5                                       |                                                                                      |
| Ka Long                              | Ngô Thì Nhậm                         | Từ phố Lương Thế Vinh đến phố Phạm Ngũ Lão               | 300                                     | 7                                       |                                                                                      |
| Ka Long                              | Nguyễn Khuyến                        | Từ phố Châu Đốc đến phố Độc Lập                          | 258                                     | 7                                       |                                                                                      |
| Ka Long                              | Nguyễn Viết Xuân                     | Từ đường Tuệ Tĩnh đến phố Trần Khát Chân                 | 519                                     | 7                                       |                                                                                      |
| Ka Long                              | Phạm Ngũ Lão                         | Từ đường Hùng Vương đến Mương Tràng Vinh                 | 462                                     | 7                                       |                                                                                      |
| Ka Long                              | Quang Trung                          | Từ đường Hùng Vương đến Mương Tràng Vinh                 | 430                                     | 7                                       |                                                                                      |
| Ka Long                              | Trần Khát Chân                       | Từ đường Hùng Vương đến Mương Tràng Vinh                 | 300                                     | 7                                       |                                                                                      |
| Ka Long                              | Yết Kiêu                             | Từ đường Tuệ Tĩnh đến đường Trần Khát Chân               | 652                                     | 10,5                                    |                                                                                      |
| Ninh Dương                           | Độc Lập                              | Từ phố Tràng Vinh đến phố Nguyễn Khuyến                  | 422                                     | 5                                       | Danh từ chung thể hiện mong muốn giữ gìn độc lập, tự chủ của nhân dân vùng biên giới |
| Ninh Dương                           | Lý Công Uẩn                          | Từ đại lộ Hòa Bình đến đường Mạc Đĩnh Chi                | 361                                     | 10,5                                    |                                                                                      |
| Ninh Dương                           | Tràng Vinh                           | Từ đường Hùng Vương đến đại lộ Hòa Bình                  | 338                                     | 5                                       | Tên địa danh quen thuộc đã ăn sâu vào tiềm thức của nhân dân địa phương              |
| Tổng số phố đã đặt tên: 28           | Tổng số phố đã đặt tên: 28           | Tổng số phố đã đặt tên: 28                               | Tổng chiều dài các phố đã biết: 11217 m | Tổng chiều dài các phố đã biết: 11217 m | Tổng chiều dài các phố đã biết: 11217 m                                              |

## Hình ảnh

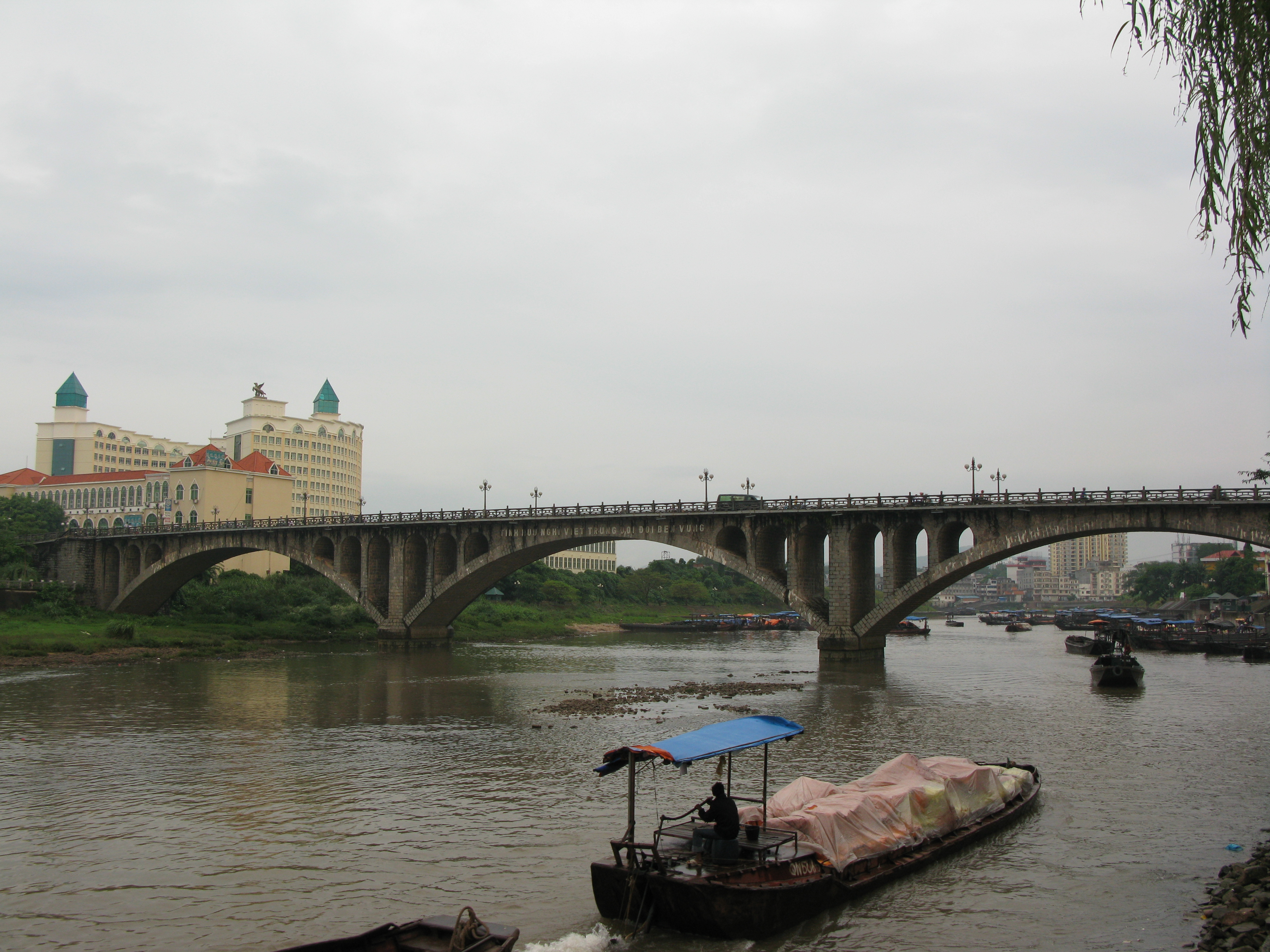
Cầu Ka Long bắc qua sông Ka Long ở thành phố Móng Cái
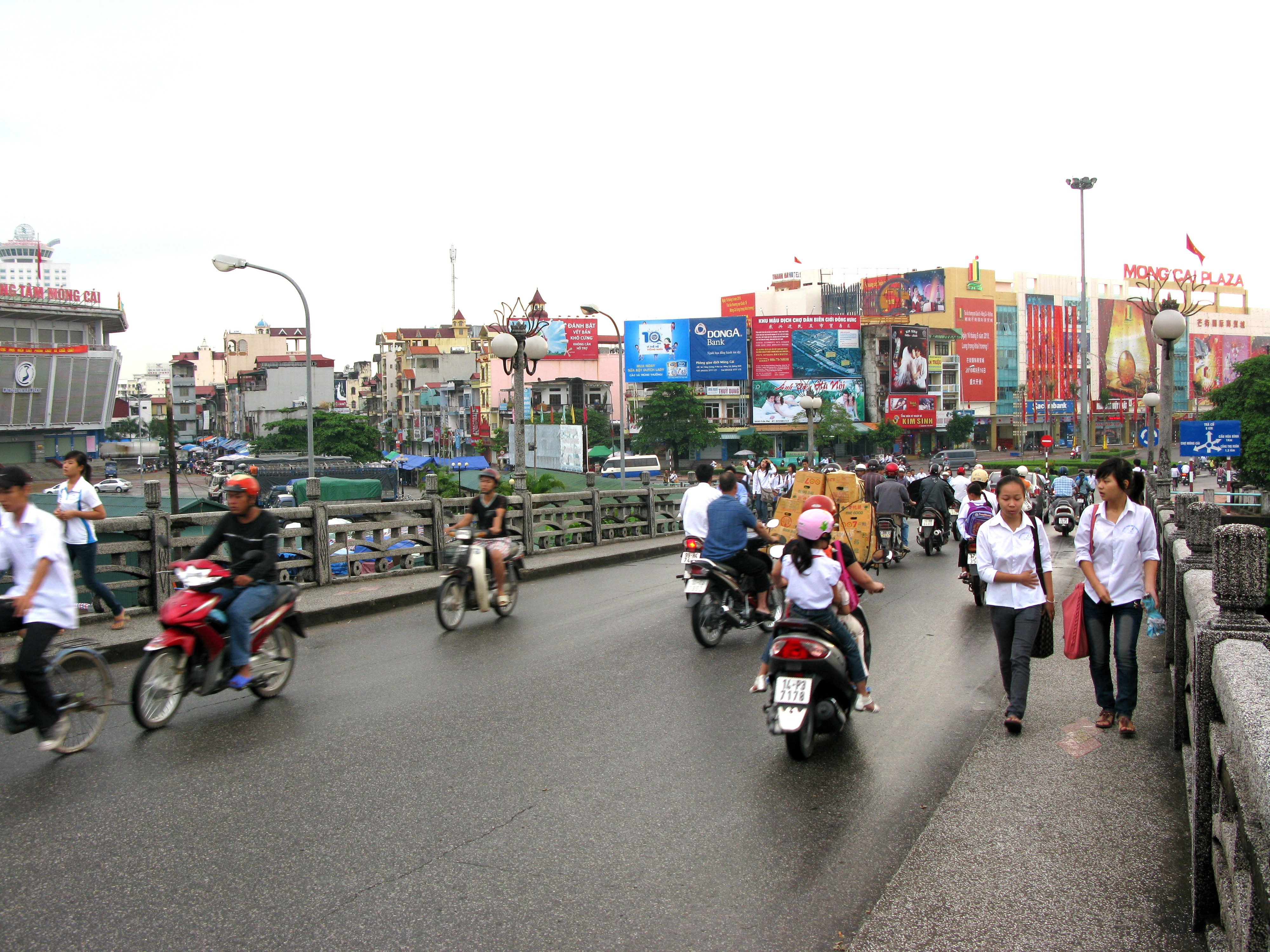
Thành phố Móng Cái nhìn từ một đầu cầu Ka Long
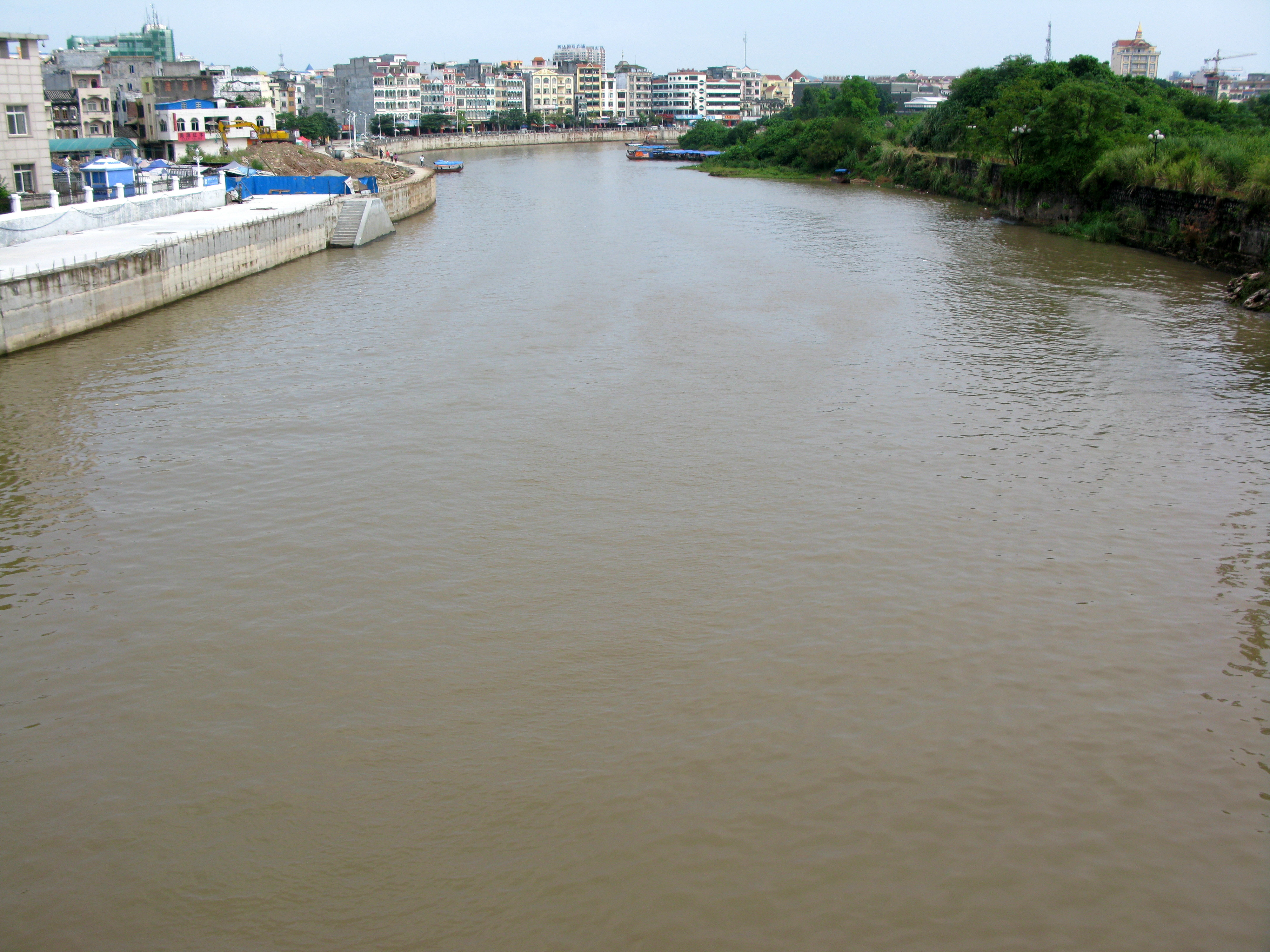
Nhánh sông Ka Long, nhánh chảy trên biên giới Việt-Trung
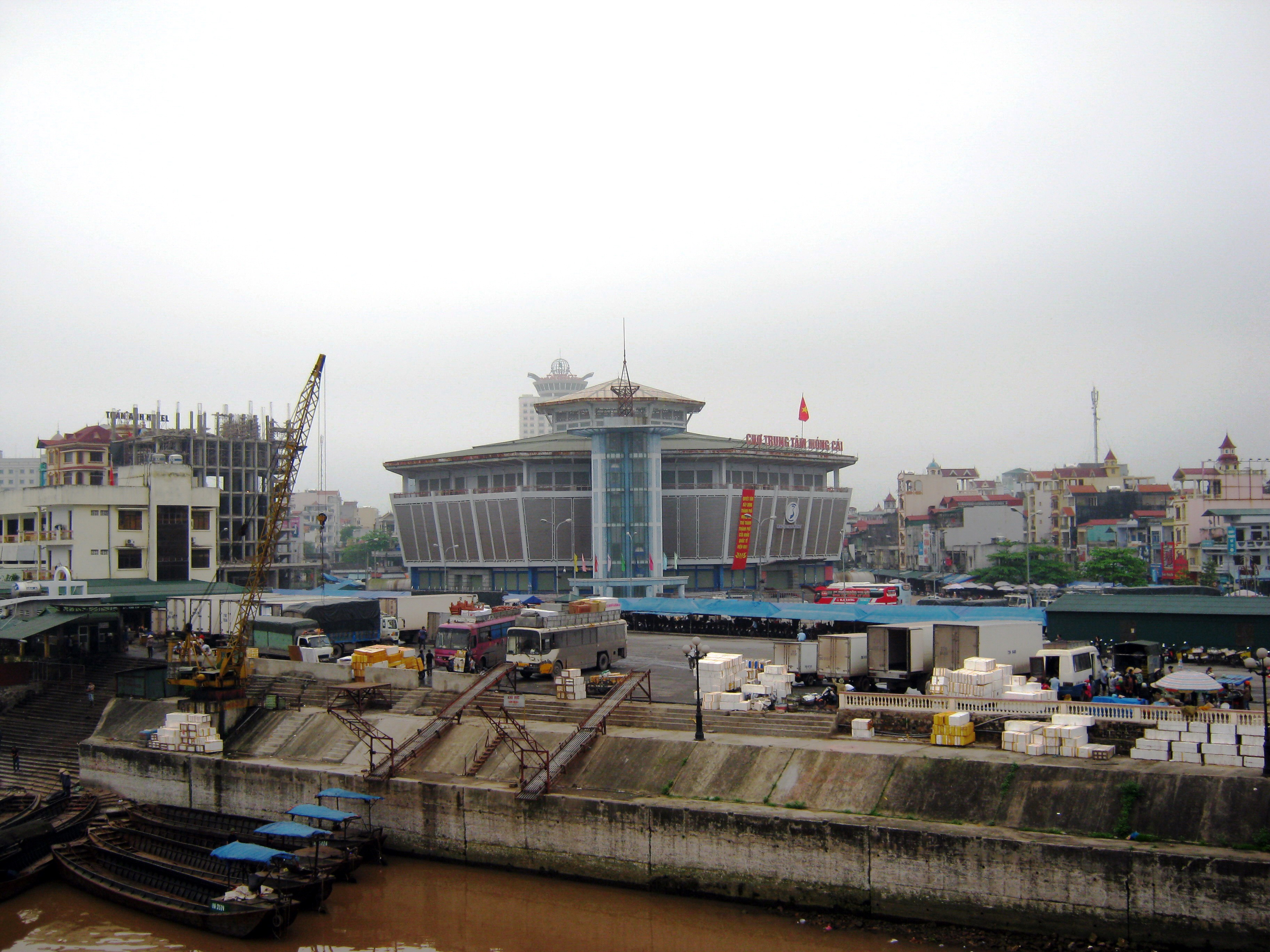
Một bến cảng của thành phố Móng Cái nằm bên sông Ka Long
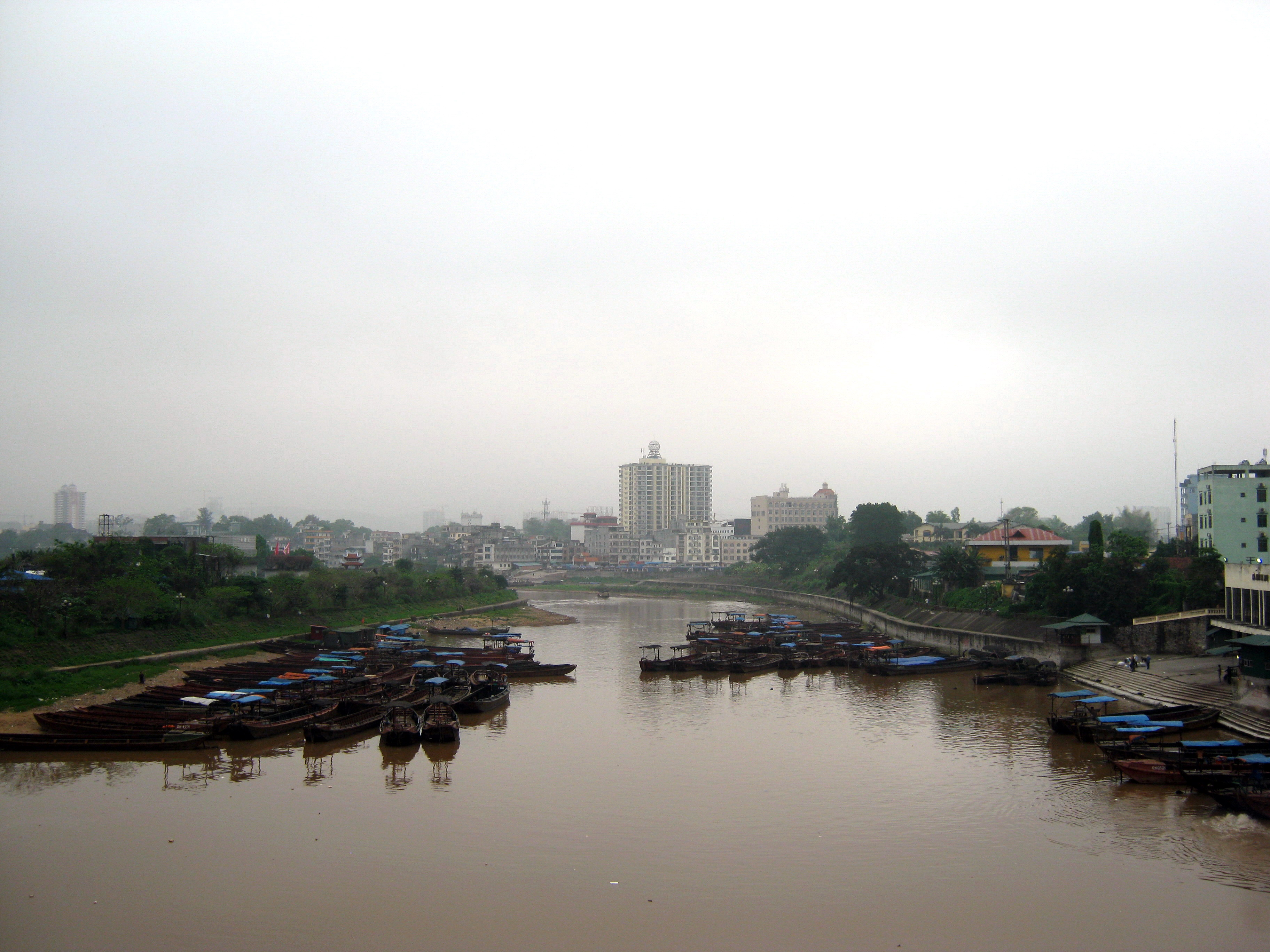
Sông Ka Long, đoạn chảy qua thành phố Móng Cái
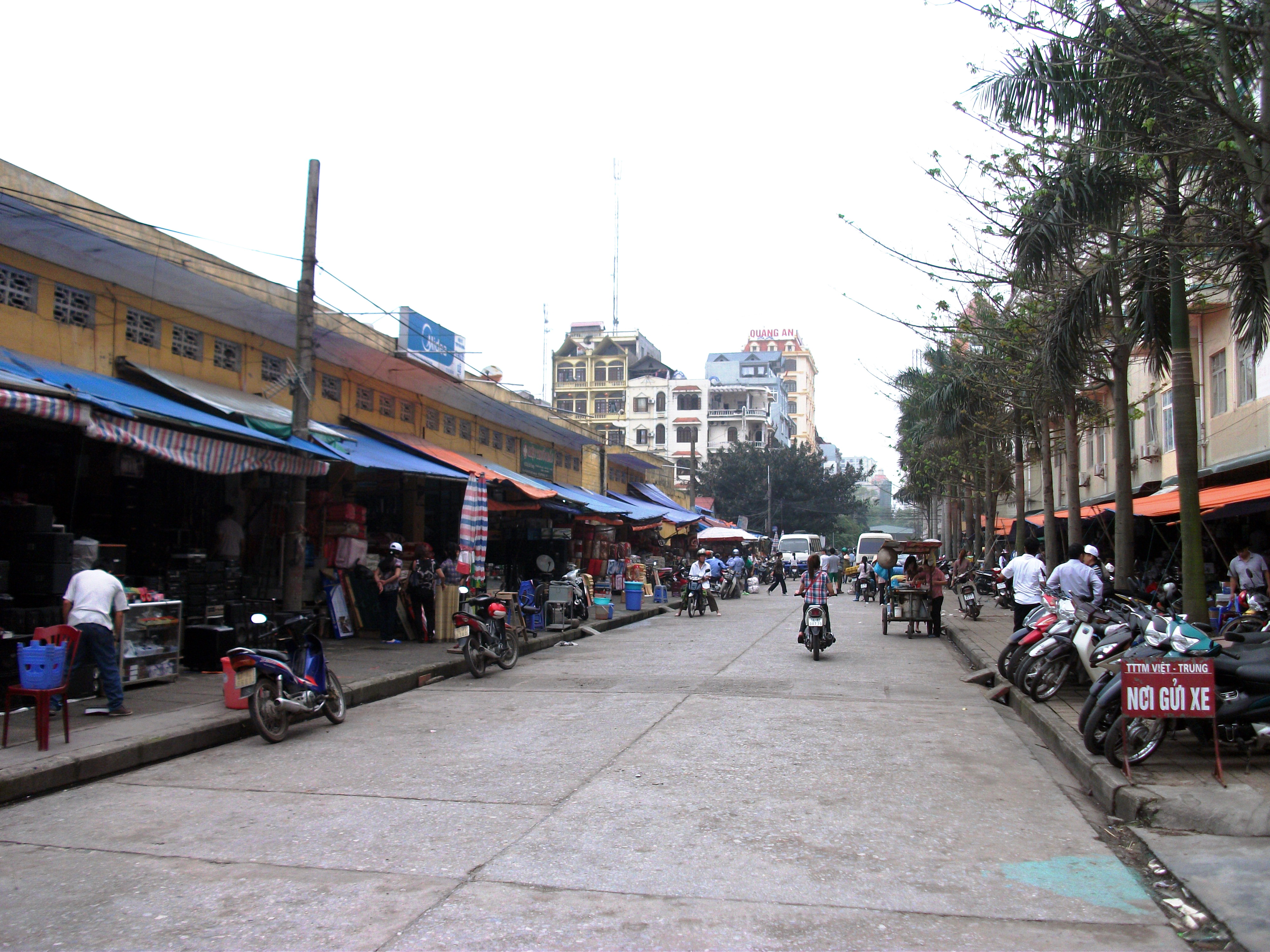
Một con đường ở chợ thành phố Móng Cái
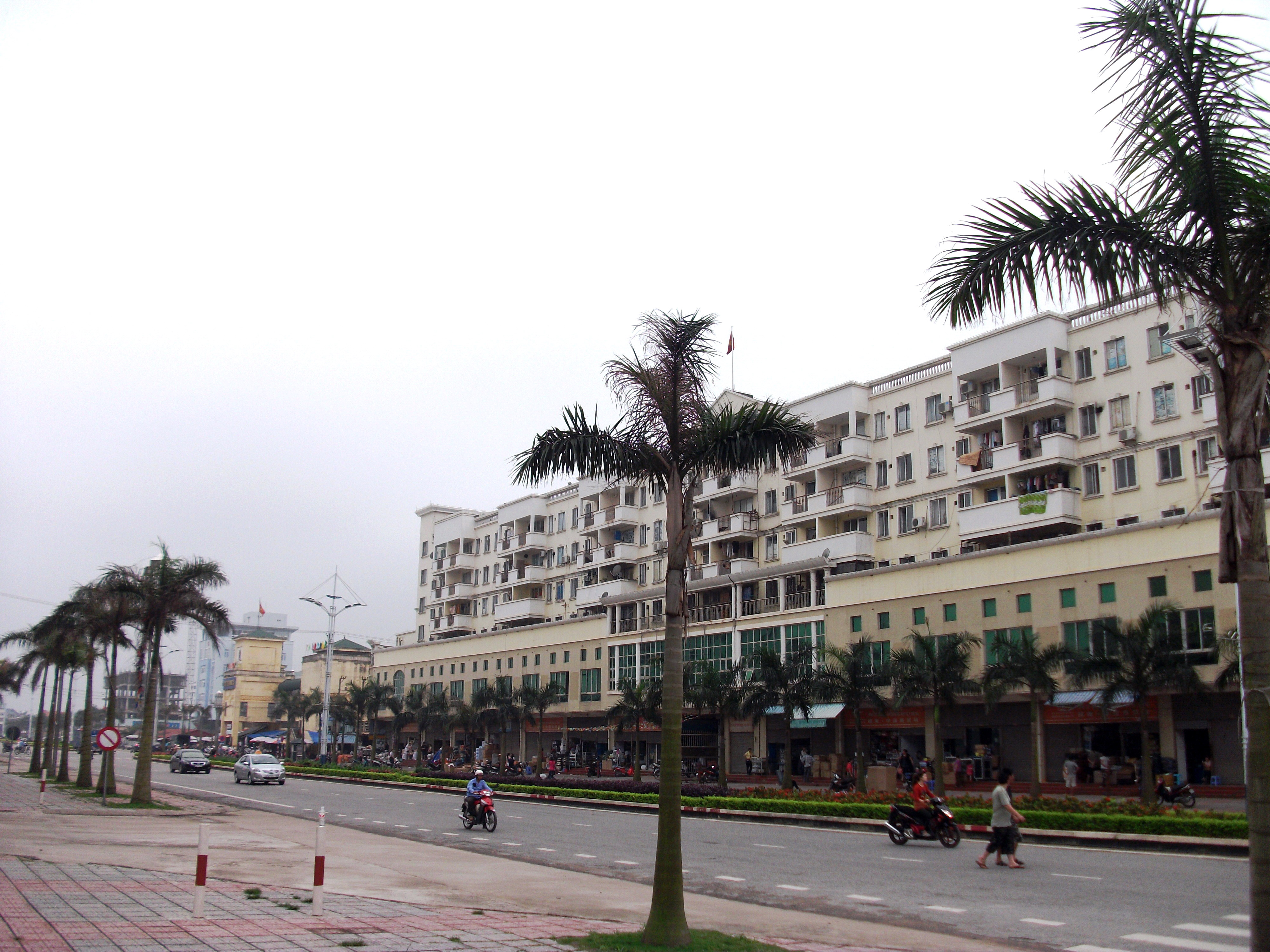
Một đường phố ở trung tâm thành phố Móng Cái
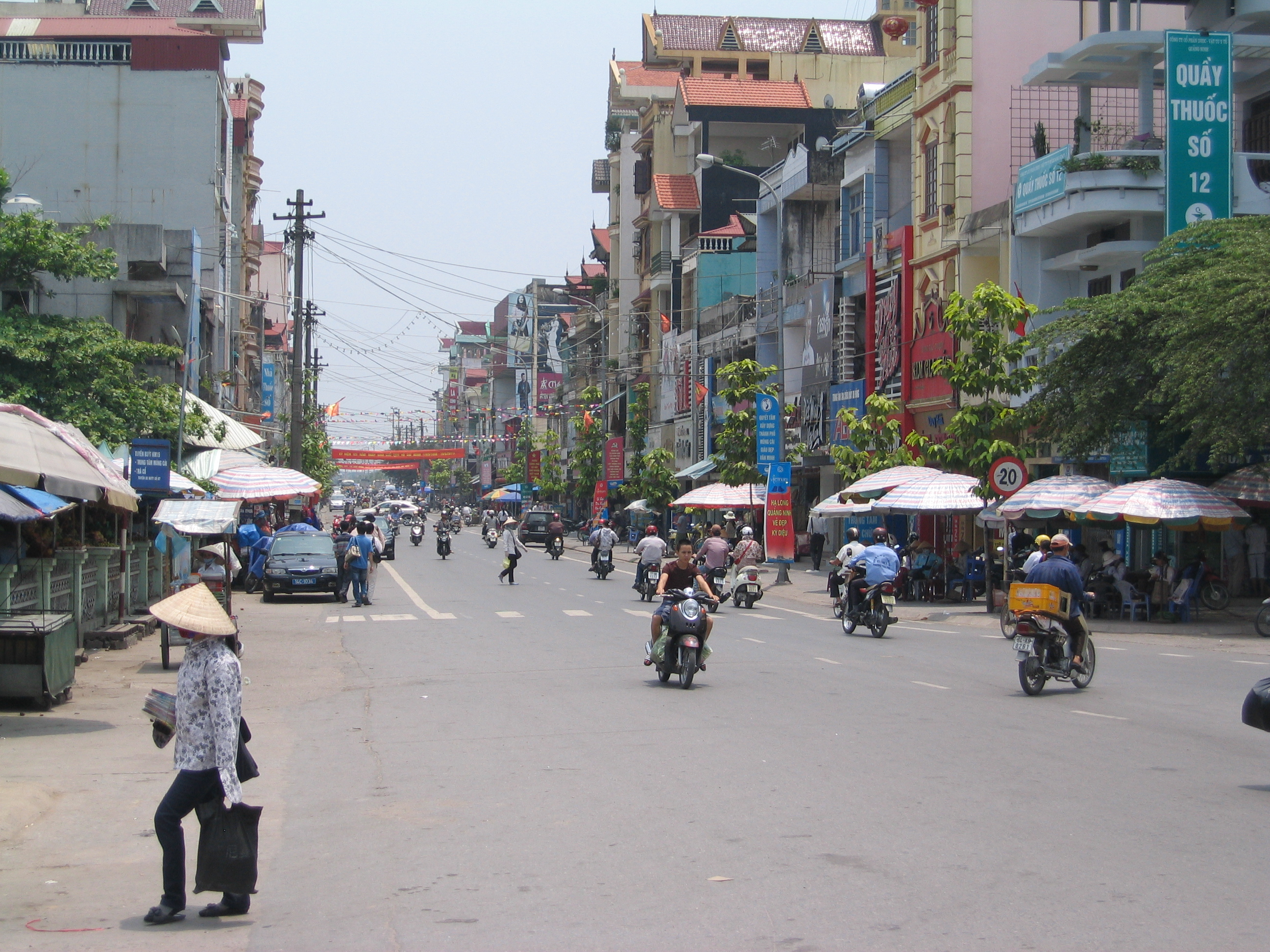
Đường phố tại thành phố Móng Cái
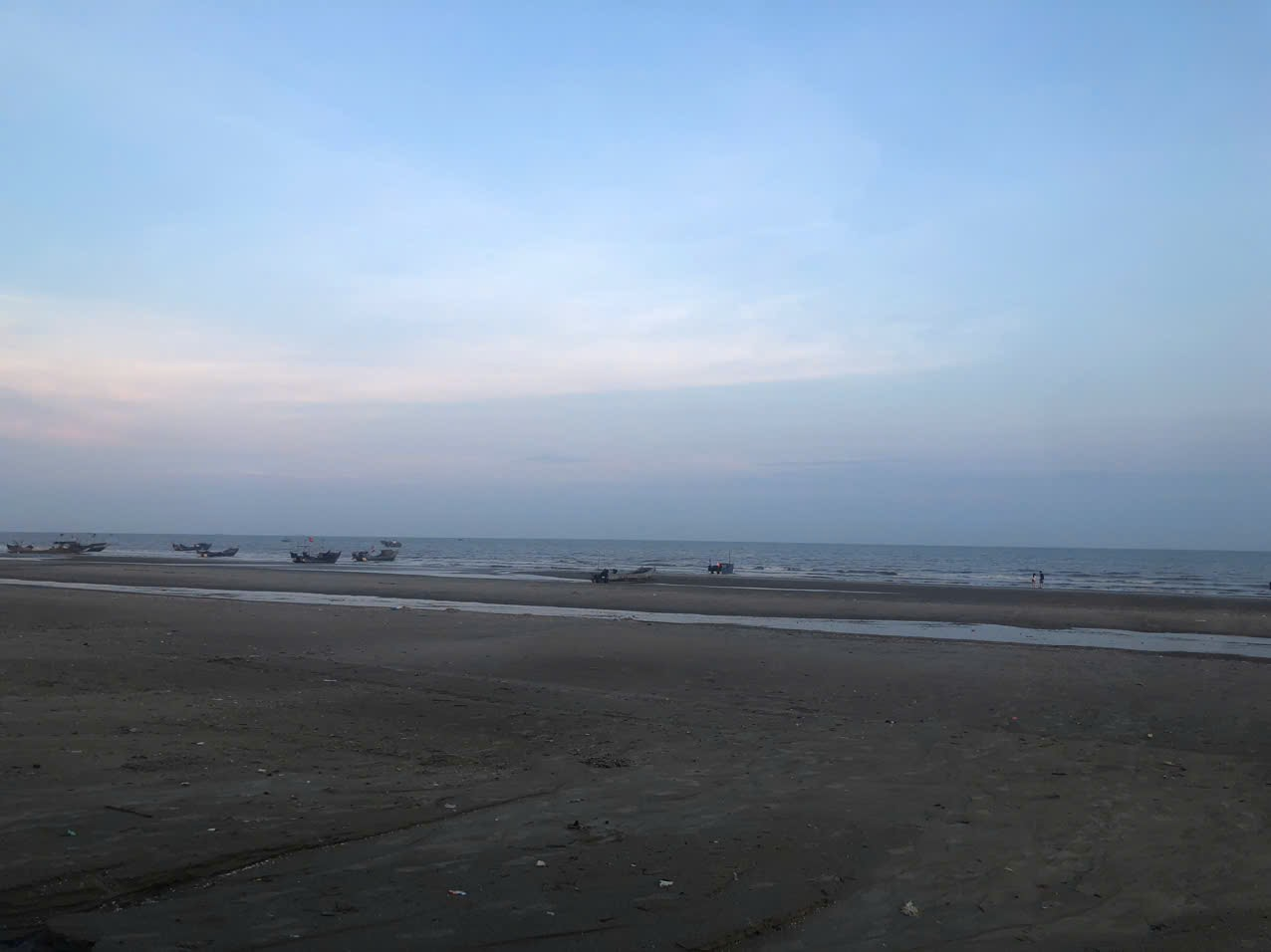
Một góc cảnh tại bờ biển Trà Cổ ở Móng Cái